# پنیر اپانزلر
پنیر اِپانزلر نوعی پنیر سفت تولید شده از شیر گاو است که خاص منطقهٔ اپانزل واقع در شمال شرقی کشور سوئیس است. این نوع پنیر دست کم ۷۰۰ سال پیشینه دارد. امروزه بیش از ۷۵ نوع فراورده از پنیر اپانزلر تهیه می‌شود که هرکدام یک دستورالعمل متفاوت برای شستشوی شورابهٔ آن ارایه می‌دهد. برخی از این دستورالعمل‌ها مخفی هستند.